# Bruceiella laevigata
Bruceiella laevigata är en snäckart som beskrevs av B.A. Marshall 1994. Bruceiella laevigata ingår i släktet Bruceiella och familjen Skeneidae. Inga underarter finns listade i Catalogue of Life.